# Цаво (река)
Ца́во (англ. Tsavo River) — река на юге Кении, в Прибрежной провинции. Правый приток реки Галана (бассейн Индийского океана).
Берёт начало у восточного подножья кратера Кибо вулкана Килиманджаро, в провинции Рифт-Валли на границе с Танзанией. Течёт на восток. У южного края плато Ятта (англ. Yatta Plateau) впадает в реку Ати, которая поворачивает на восток и принимает название Галана.
В бассейнах рек Ати и Цаво расположены национальные парки Восточный Цаво и Западный Цаво, основанные в 1948 году.
В марте 1898 года началось строительство постоянного моста через реку Цаво на участке Угандийской железной дороги. Строительством руководил полковник Джон Паттерсон. Более девяти месяцев, с марта по декабрь рабочие подвергались нападениям двух львов-людоедов. За это время львы убили 137 рабочих и британских военнослужащих. Лариса ДеСантис (англ. Larisa DeSantis) из университета Вандербильта в Нашвилле и Брюс Паттерсон (англ. Bruce Patterson) из Филдовского музея естественной истории в Чикаго считают, что львы охотились на людей, потому что это была лёгкая добыча.